# 張勳 (咸豐進士)
張勳（？—？），河南鲁山人，清朝政治人物。进士出身。
咸豐九年，登進士。光绪二年(1878年)，擔任廣東廣州府永安縣知縣（現紫金縣知縣）。后由吳兆章接任。